# Ion Creangă (Neamţ)
Ion Creangă é uma comuna romena localizada no distrito de Neamţ, na região de Moldávia. A comuna possui uma área de 74.91 km² e sua população era de 5775 habitantes segundo o censo de 2007.